# Esteve Soler i Granel
|  | Aquest article tracta sobre el periodista català. Vegeu-ne altres significats a «Esteve Soler». |

Esteve Soler i Granel (Terrassa, 1967) és un periodista català, especialitzat en informació internacional. Va ser el primer corresponsal de TV3 al Pròxim Orient l'agost 2001, amb seu a Jerusalem, des d'on va cobrir la segona intifada, l'inici de la guerra de l'Iraq i la caiguda de Saddam Hussein, la primavera del 2003, i entrevistes amb el president palestí, Iàssir Arafat, i el primer ministre libanès. Del 2004 al 2005 va formar part del l'equip del programa 30 minuts. Des de principis del 2006 forma part de l'equip del 3/24 com a presentador de la franja de nit. Des del juliol de 2013 substituí temporalment Antoni Bassas com a corresponsal de TV3 a Washington DC, tasca que ocupà Raquel Sans a partir del gener de 2014. Ha publicat Llàgrimes per la Nasser, on recull el seu testimoni de la guerra de l'Iraq, i Un català al laberint de Terra Santa, els drets d'autor dels quals els ha cedit a projectes de Mans Unides i Intermón Oxfam. El juny del 2014 publica Escòcia joc de miralls, un treball de recerca periodística sobre el procés sobiranista a Escòcia.